# Fonologia del japonès
La fonologia del japonès és el sistema de sons en què està basada la pronúncia de la llengua japonesa. Tret que se n'indiqui el contrari, aquest article descriu la varietat de japonès estàndard basada en el dialecte de Tòquio.
No hi ha un consens global sobre el nombre de sons contrastius (fonemes) del japonès, però en general es considera que té almenys 12 consonants diferenciades (i fins a 21 en alguns anàlisis) i un sistema de 5 vocals, /a, e, i, o, u/. La longitud fonètica és contrastiva tant per a vocals com per a consonants, i la longitud total de les paraules japoneses es pot mesurar en una unitat de temps anomenada mora (del llatí mora, 'retard'). Té una distribució fonotàctica de fonemes que permet pocs grups consonàntics. Hi ha un sistema d'accent tonal en què la posició o l'absència d'una caiguda de to pot determinar el significat d'una paraula: /haꜜsiɡa/ (箸が, 'bastonets'), /hasiꜜɡa/ (橋が, 'pont'), /hasiɡa/ (端が, 'vora').
La fonologia japonesa s'ha vist afectada per la presència de diverses capes de vocabulari a la llengua: a més del vocabulari nadiu del japonès, el japonès té una gran quantitat de vocabulari provinent del xinès (utilitzat especialment per formar paraules tècniques i apreses, jugant un paper semblant al del llatí en el català) i manlleus d'altres llengües. Les diferents capes de vocabulari permeten diferents possibles seqüències sonores (fonotàctica).

## Estrat lèxic
Moltes generalitzacions sobre la pronunciació japonesa tenen excepcions si es tenen en compte els manlleus recents. Per exemple, la consonant [p] generalment no apareix a l'inici de les paraules natives (yamato) o derivades del xinès (sinojaponès), però apareix lliurement en aquesta posició en paraules mimètiques i estrangeres. A causa d'excepcions com aquesta, les discussions sobre la fonologia japonesa sovint parlen de capes o «estrats» de vocabulari. Es poden distingir els quatre estrats següents:

### Yamato
Aquesta categoria inclou vocabulari nadiu heretat, també anomenat wago (和語) o yamato kotoba (大和言葉) en japonès. Els morfemes d'aquesta categoria presenten una sèrie de restriccions a l'estructura que poden ser violades pel vocabulari d'altres capes.

### Mimètica
El japonès posseeix una varietat de paraules mimètiques que fan ús del simbolisme sonor per complir una funció expressiva. Igual que el vocabulari yamato, aquestes paraules també són d'origen nadiu i es pot considerar que pertanyen al mateix grup general. Tanmateix, les paraules d'aquest tipus mostren algunes peculiaritats fonològiques que fan que alguns teòrics les considerin una capa separada del vocabulari japonès.

### Lèxic sinojaponès
Les paraules d'aquest estrat, anomenades kango (漢語) en japonès, provenen de diverses onades de manlleus a gran escala del xinès que es van produir entre els segles VI-XIV dC. Comprèn el 60% de les entrades del diccionari i el 20% del japonès parlat normal, que van del vocabulari formal fins a les paraules quotidianes. La majoria de les paraules sinojaponeses estan compostes per més d'un morfema sinojaponès. Els morfemes sinojaponesos tenen una forma fonològica limitada: cadascun té una longitud de com a màxim dues mores, que segons Ito i Mester (2015a) reflecteix una restricció de mida a un sol peu prosòdic. Aquests morfemes representen l'adaptació fonètica japonesa dels morfemes monosíl·labs del xinès mitjà, cadascun generalment representat per escrit per un sol caràcter xinès, arribats al japonès com a kanji (漢字). Els escriptors japonesos també van reutilitzar els kanji per representar el vocabulari nadiu; com a resultat, hi ha una distinció entre les lectures sinojaponeses de kanji, anomenades on'yomi, i les lectures natives, anomenades kun'yomi.
La mora nasal /N/ és relativament habitual en sinojaponès, i sovint es diu que el contacte amb el xinès mitjà sovint és el responsable de la presència del so /N/ en japonès (a partir d'aproximadament l'any 800 dC al japonès mitjà primerenc), tot i que /N/ també va arribar a existir en paraules natives japoneses com a resultat dels canvis fonètics.

### Lèxic estranger
Aquesta capa de vocabulari, anomenada gairaigo (外来語) en japonès, consta de paraules no sinojaponeses d'origen estranger, la majoria manllevades de les llengües occidentals després del segle XVI; moltes paraules d'aquest tipus van entrar a la llengua al segle xx. En paraules d'aquest estrat, es toleren una sèrie de seqüències consonàntiques-vocals que abans no existien en japonès, fet que ha portat a la introducció de noves convencions ortogràfiques i complica l'anàlisi fonèmica d'aquests sons consonàntics en japonès.

## Consonants
|                 | Bilabial | Alveolar  | Alveolopalatal | Palatal  | Velar    | Uvular   | Glotal   |
| --------------- | -------- | --------- | -------------- | -------- | -------- | -------- | -------- |
| Nasal           | m        | n         | (ɲ)            |          | (ŋ)      | (ɴ)      |          |
| Oclusiva        | p b      | t d       |                |          | k ɡ      |          |          |
| Africada        |          | (t͡s) (d͡z) | (t͡ɕ) (d͡ʑ)      |          |          |          |          |
| Fricativa       | (ɸ)      | s z       | (ɕ) (ʑ)        | (ç)      |          |          | h        |
| Líquida         |          | r         |                |          |          |          |          |
| Semivocal       |          |           |                | j        | w        |          |          |
| Mores especials | /N/, /Q/ | /N/, /Q/  | /N/, /Q/       | /N/, /Q/ | /N/, /Q/ | /N/, /Q/ | /N/, /Q/ |

Diferents lingüistes analitzen l'inventari japonès de fonemes consonàntics de maneres significativament diferents: per exemple, Smith (1980) reconeix només 12 consonants subjacents (/m p bn t d s dz r k ɡ h/), mentre que Okada (1999) en reconeix 16, les 12 de Smith més les 4 següents (/j w ts ɴ/). Vance (2008) en reconeix 21, les 12 de Smith més les 9 següents (/j w ts tɕ (d)ʑ ɕ ɸ N Q/). Les consonants dins dels parèntesis de la taula es poden analitzar com al·lòfons d'altres fonemes, almenys en paraules natives. En els manlleus, de vegades /ɸ, ts/ apareixen fonèmicament.
En algunes anàlisis, les semivocals [j, w] no s'interpreten com a fonemes consonàntics. En el vocabulari no manllevat, generalment només poden anar seguides per un conjunt restringit de sons vocàlics: les seqüències permeses, [ja, jɯ, jo, wa], de vegades s'interpreten com a diftongs creixents en lloc de seqüències de vocals consonants. Lawrence (2004) interpreta les semivocals com a variants no sil·làbiques dels fonemes de vocals altes /i, u/, argumentant que l'ús de [j, w] vs. [i, ɯ] pot ser previsible si el context fonològic i morfològic es té en compte.

## Vocals

Les vocals del japonès estàndard en un gràfic de vocals. Adaptació d'Okada (1999).